# Brummbär
O Sturmpanzer 43, apelidado de Brummbär, foi um canhão de assalto pesado de suporte a infantaria utilizado pela Alemanha Nazista durante a Segunda Guerra Mundial.
Foi utilizado nas batalhas de Kursk, Anzio, Normandia, além de ser utilizado também na Revolta de Varsóvia. Era conhecido pelo apelido Brummbär (em alemão: "Resmungão") pela Inteligência Aliada, um nome que não foi usado pelos alemães. Pouco mais de 300 veículos foram construídos e eles foram divididos em quatro batalhões independentes.

## Desenvolvimento
O Sturmpanzer foi projetado para fornecer apoio de fogo direto à infantaria, especialmente em áreas urbanas. Utilizava o chassi do Panzer IV com uma super-estrutura blindada em forma de casamata para alocar a tripulação e o canhão de 15.0 cm (150mm) Sturmhaubitze (StuH) 43 L/12, desenvolvido pela Škoda. Esse canhão utilizava projéteis de 150 mm Sig 33, que pesava 38 quilos, oque fez o trabalho do carregador árduo, especialmente se o canhão foi elevado à um ângulo elevado.
Uma metralhadora MG 34 foi adicionada, que poderia ser presa a escotilha do artilheiro, muito parecida com a do Sturmgeschütz III Ausf. G. Os primeiros veículos carregava uma pistola-metralhadora MP-40 em seu interior, que poderia ser acionada por meio de portas de disparo nos lados da superestrutura.
Os veículos iniciais eram demasiados pesados para o chassi, o que levou a frequentes avarias da suspensão e transmissão. Foram feitos esforços para melhorar isso a partir da segunda série em diante, com algum sucesso.
Em outubro de 1943, foi decidido que o canhão StuH 43 precisava ser redesenhado para reduzir o seu peso. Uma nova versão, de cerca de 800 kg mais leve que o StuH 43, foi construída, como StuH 43/1. Algum do peso salvo se deu através da redução da blindagem sobre o canhão de montagem propriamente dito. Esta arma foi usada a partir da terceira série de produção em diante. O revestimento de Zimmerit (uma espécie de pasta que proporcionava proteção contra mina antitanques) foi aplicado a todos os veículos até setembro de 1944.

## Histórico de combate
Os alemães utilizaram o Sturmpanzer pela primeira vez em 1943 durante a batalha de Kursk. Vários foram enviados para Itália em 1944 e também para a França durante a campanha contra os aliados após a invasão da Normandia.